# Nash-Healey
La Nash-Healey è un'autovettura prodotta dalla Nash Motors dal 1951 al 1954.

## Storia
Appartenente alla categoria delle vetture sport, la Nash-Healey era provvista di un gruppo motopropulsore proveniente dalla Nash Ambassador e di un telaio e di una carrozzeria che erano assemblati in Europa. Fu la prima vettura sport statunitense lanciata dopo la fine della seconda guerra mondiale. La Nash-Healey fu il frutto di una partnership tra la Nash e la casa automobilistica britannica Donald Healey Motor Company.

Il prototipo fu presentato al pubblico al salone dell'automobile di Parigi nel 1950, mentre il modello di serie debuttò al salone dell'automobile di Detroit nel 1951. Inizialmente disponibile solo in versione roadster due porte, la Nash-Healey fu messa in vendita a 3.767 dollari. Gli esemplari venivano ultimati in Europa e poi spediti negli Stati Uniti per essere venduti nei concessionari Nash.

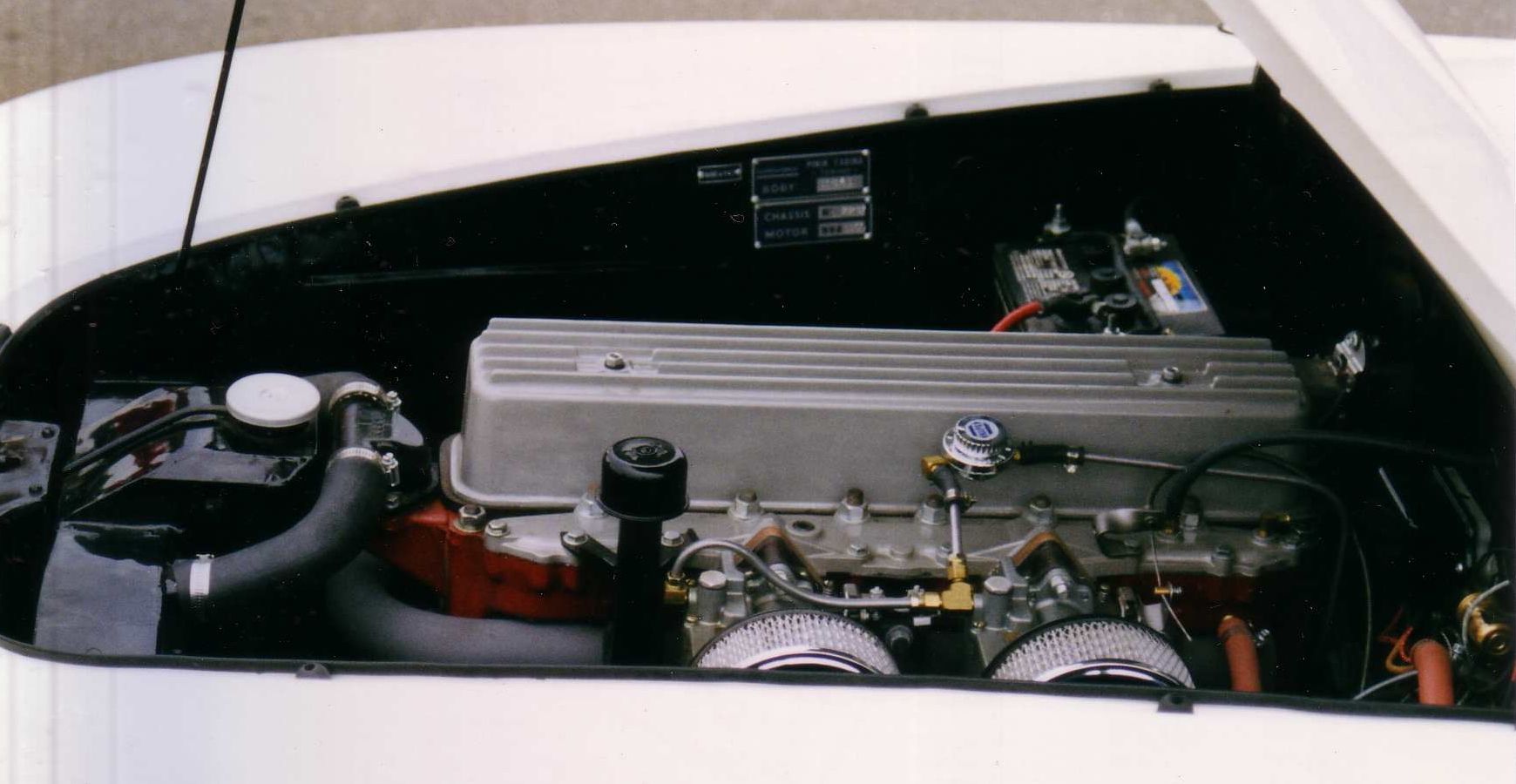
Il motore a sei cilindri in linea

Il motore, che era identico a quello installato sulla Nash Ambassador, fu inizialmente un sei cilindri in linea a valvole in testa da 3,8 L di cilindrata che erogava 127 CV di potenza. La testata era in alluminio. Il motore, rispetto al peso dell'autovettura, era poco potente: infatti, in origine, sulla Nash-Healey doveva essere montato un più grande motore V8 Cadillac. 
Il cambio, che era provvisto di overdrive, era manuale a tre rapporti. Le sospensioni anteriori erano indipendenti con ammortizzatori a molle elicoidali, bracci longitudinali e barra antirollio. Le sospensioni posteriori erano invece composte da ammortizzatori a molle elicoidali e da una barra Panhard. I freni erano a tamburo sulle quattro ruote. Sul frontale, erano installati una calandra e dei paraurti in stile Nash. Gli pneumatici erano a fascia laterale bianca, mentre i cerchioni erano in acciaio con coprimozzo cromato. Gli interni erano lussuosi ed erano caratterizzati da un massiccio utilizzo di pelle. Il volante era regolabile in altezza. 

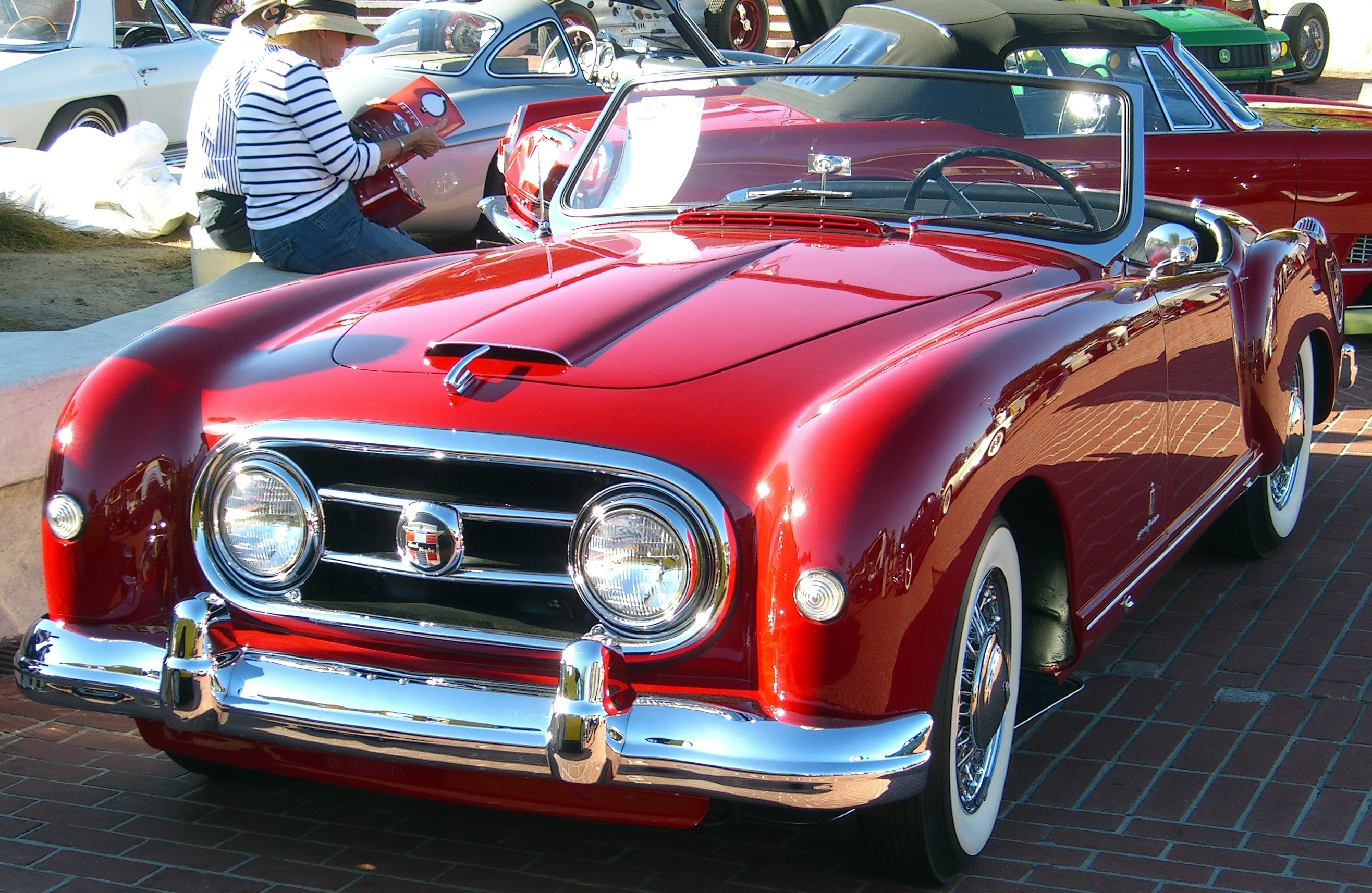
Nash-Healey restyling 1952

Nel 1952 la Nash commissionò a Pininfarina il restying del modello. La versione aggiornata del modello fu presentata nello stesso anno al salone dell'automobile di Chicago. Dopo questo accordo, la Nash-Healey iniziò a essere completata presso gli stabilimenti torinesi di Pininfarina. Nell'occasione, la cilindrata del motore crebbe a 4,1 L con la potenza erogata che raggiunse i 140 CV. I costi di trasporto erano però lievitati. Per tale motivo, il prezzo di vendita crebbe a 5.908 dollari. Per fare un confronto, una delle sue concorrenti, la Chevrolet Corvette, era in vendita a 3.513 dollari e la Ford Thunderbird, anch'essa sua rivale, nel 1955 era commercializzata a 3.000 dollari.

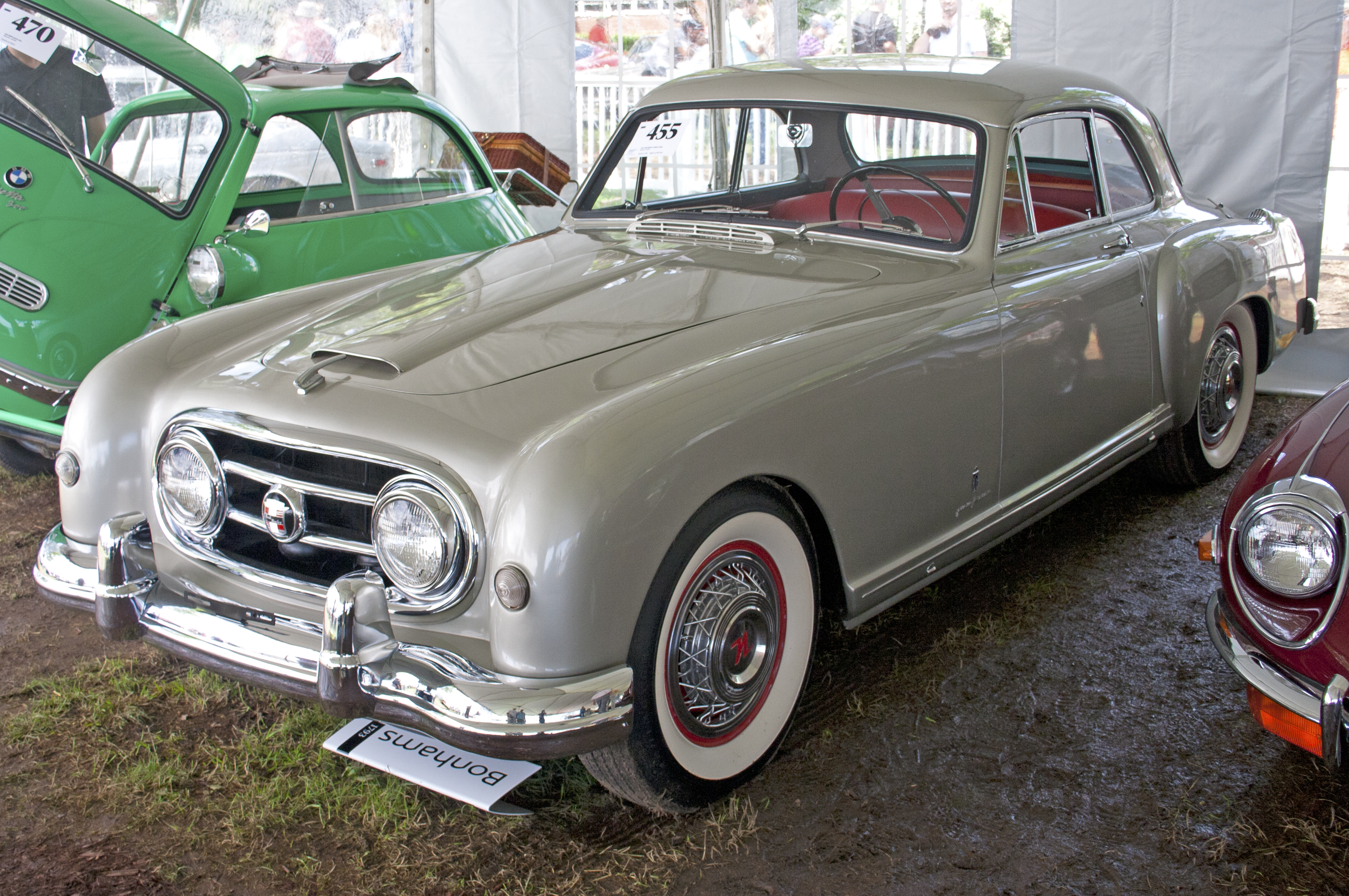
Nash-Healey Le Mans coupé

Nel 1953 fu introdotta la versione coupé due porte. Nell'anno citato un esemplare di Nash-Healey giunse terzo alla 24 Ore di Le Mans. Dopo questo ottimo piazzamento, che fu il migliore per una Nash-Healey nelle competizioni automobilsitiche, fu lanciata sui mercati una versione coupé speciale a cui fu dato il nome di "Le Mans". Nel 1954, con la fusione della Nash e della Hudson Motor Car Company a formare la American Motors Corporation, le risorse finanziarie della Nash si ridussero e fu quindi deciso di far uscire di produzione la Nash-Healey.
Oltre alla 24 Ore di Le Mans, a cui partecipò dal 1950 al 1954, la Nash-Healey corse anche alla Carrera Panamericana e alla Mille Miglia.

## Esemplari prodotti
In totale di Nash-Haley ne furono assemblati 507 esemplari, compreso il prototipo. Nello specifico i dati produttivi furono:
- 1950: 1 (prototipo)
- 1951: 104 (roadster)
- 1952: 150 (roadster)
- 1953: 162 (roadster e coupé)
- 1954: 90 (coupé)